# San Gervasio Bresciano
San Gervasio Bresciano är en ort och kommun i provinsen Brescia i regionen Lombardiet i Italien. Kommunen hade 2 628 invånare (2018).